# 4-Cyclopenten-1,3-dion
4-Cyclopenten-1,3-dion ist eine chemische Verbindung, die in Tabak natürlich vorkommt. Dabei ist aber ungeklärt, ob es erst durch die Fermentation im Tabak entsteht oder auch in frischem Pflanzenmaterial vorhanden ist.

## Gewinnung und Darstellung
4-Cyclopenten-1,3-dion wurde erstmals 1959 von C. H. DePuy und E. F. Zaweski synthetisiert. Als Edukt diente Cyclopentan-1,3-diol (welches der Diastereomere eingesetzt wird spielt keine Rolle), welches mit Chrom-(VI)-oxid in Essigsäure oder Aceton oxidiert wurde.
R. Bloch und P. Orvane entdeckten 1981, dass 4-Cyclopenten-1,3-dion auch bei der Thermolyse von Protoanemonin als Hauptprodukt entsteht.

## Eigenschaften
4-Cyclopenten-1,3-dion hat einen Flammpunkt von 84 °C.
Es ist C–H-acide (pKa ≈ 6) und sehr reaktiv. Aus der IR-Analyse kann gefolgert werden, dass es praktisch zu 100 Prozent in der Diketon-Form vorliegt. Die Enol-Form spielt keine Rolle. Dieser Befund deckt sich mit der im Vergleich mit 1,3-Cyclopentandion geringeren Acidität (letzteres liegt in der Enol-Form vor). In basischer Lösung zersetzt es sich schnell unter Polymerisation, während es im Sauren stabil ist. Die Reduktion mit Zink in Säure führt zum 1,3-Cyclopentandion. Hierbei ist die Polymerisation ebenfalls eine starke Nebenreaktion, die nur durch langsame Addition des Edukts zur Zink-Suspension einigermaßen eingeschränkt werden kann. Nukleophile Substitutionen an den Carbonylgruppen sind wegen der leichten Polymerisation im Basischen schwierig durchführbar. Möglich ist aber zum Beispiel die Bildung von Oximen, Phenylhydrazonen und Tosylhydrazonen. Leichter durchführbar sind Diels-Alder-Reaktionen, in denen das 4-Cyclopenten-1,3-dion als Dienophil auftritt. Die Produkte solcher Diels-Alder-Reaktionen liegen dabei meist in der Enol-Form vor. Sogar mit Anthracen wird das Diels-Alder-Produkt in hohen Ausbeuten gewonnen, wenn lange genug Wärme zugeführt wird. DePuy fand, dass die Reaktivität von 4-Cyclopenten-1,3-dion in der Diels-Alder-Reaktion einem Viertel der Reaktivität von Maleinsäureanhydrid entspricht. Mit Eisen(III)-chlorid gibt es keine Farbreaktion.